# Johann Christian Fischer
Johann Christian Fischer, född 1733 i Freiburg im Breisgau, död 29 april 1800 i London, var en tysk oboist.

## Biografi
Johann Christian Fischer föddes 1733 i Freiburg im Breisgau. Fischer blev 1780 kammarvirtuos i drottningens av England, Charlotte av Mecklenburg-Strelitz, kapell. Han komponerade bland annat för oboe. Fischer avled 1800.

## Musikverk
- Konsert för oboe. Uppförd december 1803 och 1809.[2]
- Sonat för oboe och generalbas och i g-moll.[2]